# Anarmostus iopterus
Anarmostus iopterus är en tvåvingeart som först beskrevs av Christian Rudolph Wilhelm Wiedemann 1828.  Anarmostus iopterus ingår i släktet Anarmostus och familjen rovflugor. Inga underarter finns listade i Catalogue of Life.